# Servizio aereo confederato
Il Servizio aereo Confederato fu costituito da un piccolo Corpo Aerostatico nell'ambito dell'Esercito.
Nella primavera del 1862 il Capitano John Randolph Bryan si offrì di fare da supervisore alla costruzione e allo sviluppo di un pallone da osservazione. Questo pallone consisteva di un involucro di cotone impermeabilizzato con vernice. Diversamente dai palloni dell'Unione, riempiti di idrogeno, esso era in realtà una mongolfiera — riempita di aria calda – in quanto la Confederazione non aveva l'equipaggiamento per generare idrogeno in campagna.
Bryan lanciò il pallone il 13 aprile 1862 sopra Yorktown (Virginia). Nonostante il pallone ruotasse sul suo singolo ancoraggio mentre era in aria, Bryan riuscì a disegnare una mappa delle posizioni dell'Unione. Al suo volo successivo Bryan finì in volo libero dopo che l'ancoraggio fu tagliato per liberare un membro dell'equipaggio a terra che vi si era impigliato. Fu fatto segno di colpi d'arma da fuoco da parte di truppe Confederate che pensavano fosse nemico, ma riuscì a sfuggire e ad atterrare sano e salvo.
Il secondo pallone Confederato fu costruito in seta multicolore, che diede spunto alla leggenda che questo Pallone Confederato fosse stato costruito con abiti di seta donati dalle Signore della Confederazione. Nonostante il "Pallone di vestiti di seta" fosse costruito con seta da vestiti, nessun vestito esistente era stato sacrificato. Questo pallone fu riempito di gas a Richmond (Virginia) e portato sul campo ancorato ad una locomotiva. Nel 1862, quando l'area della battaglia si spostò troppo lontano dalle ferrovie, fu ancorato ad un rimorchiatore e trasportato giù lungo il fiume James, dove il rimorchiatore, sfortunatamente, si arenò e fu catturato.
Un altro "Pallone di vestiti di seta" fu costruito ed entrò in servizio a Richmond nell'autunno 1862. Fornì osservazione aerea dalla sua postazione fino all'estate 1863, quando sfuggì a causa del forte vento e fu catturato da truppe dell'Unione.